# 苏克鲁斯

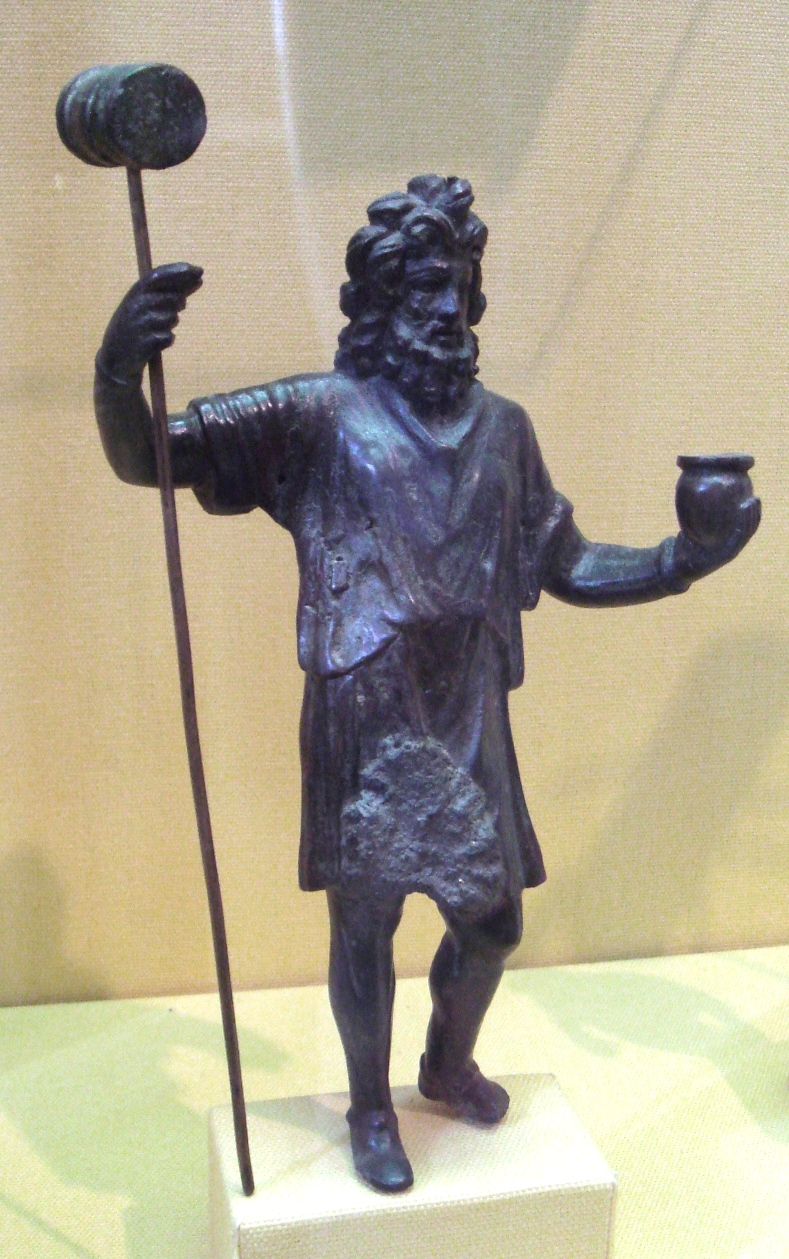

苏克鲁斯（拉丁語： 或 ），也译作蘇瑟勒斯，凯尔特神话神祇之一，名字有“善敲击者”的意思。一般认为是农业之神、酒神、森林之神，并与太阳、天气、冥界有关，形象为有猎狗陪伴、一手持锤、一手持瓮的成熟男性，长期盛行于高卢等历史地区。罗马人将他等同于罗马宗教中的森林之神“西尔瓦努斯”（Silvānus）。